# Есминя-Михельсоне, Лизете
Лизете Есминя-Михельсоне (латыш. Lizete Iesmiņa-Mihelsone; 23 сентября 1872, Курляндская губерния, Российская империя (ныне Аурская волость, Добельского края, Латвия) — 3 июля 1934, Рига) — латвийская и российская актриса

, оперная певица

 (сопрано).

## Биография
Окончила Митавскую начальную школу, продолжила учёбу в женской школе. С 15 лет начала петь в хоре Митавской церкви, с 1887 года — в театре Митавского латышского общества, с 1889 года — в хоре Латвийского общества в Митаве.
Карьера актрисы длилась почти 30 лет. В 1895—1918 годах выступала на сцене Рижского латышского театра, затем несколько лет — в Латвийском национальном театре.
Была замужем за архитектором Александром Михельсоном. Умерла в одиночестве в Риге и похоронена на местном Лесном кладбище.
Одна из первых певиц, участвовавших в записях на грампластинки (с 1903).
Блистала в ролях субреток. Позже играла в ролях мам и комических бабушек. Также сыграла много ролей в произведениях латышских авторов; одна из её лучших ролей в пьесе Рудольфа Блауманиса «Дни портных в Силмачах».

## Избранные театральные роли
- «Цыганский барон»,
- «Бокаччо»,
- «Дон Цезарь»,
- «Ундина»,
- «Царь и плотник»,
- «Волшебный Стрелок» и др.